# Ancylorhynchus cingulatus
Ancylorhynchus cingulatus är en tvåvingeart som först beskrevs av Camillo Rondani 1846.  Ancylorhynchus cingulatus ingår i släktet Ancylorhynchus och familjen rovflugor. Inga underarter finns listade i Catalogue of Life.